# Artamete (Armavir)
Artamete (em armênio/arménio: Արտամետ; romaniz.: Artamet) é uma aldeia no município de Armavir, na província de Armavir, na Armênia. Está localizada a cerca de 65 quilômetros a leste de Erevã e a 12 quilômetros da fronteira com a Turquia. Artamete tem uma população de 172 habitantes no censo de 2011, abaixo dos 212 no censo de 2001.